# Barry Fitzgerald
Barry Fitzgerald (n. 10 martie 1888, Dublin, Regatul Unit al Marii Britanii și Irlandei – d. 14 ianuarie 1961, Dublin, Irlanda) a fost un actor irlandez de teatru, film și de televiziune. A primit premiul Oscar pentru cel mai bun actor într-un rol secundar în 1945 (Merg pe drumul meu) și Globul de Aur pentru cel mai bun actor într-un rol secundar tot în 1945 (Merg pe drumul meu). Pentru cariera sa de actor de film și de televiziune i s-au acordat două stele pe Hollywood Walk of Fame.

## Filmografie
- Juno and the Paycock (1930)
- The Plough and the Stars (1936)
- Ebb Tide (1937)
- Bringing Up Baby (1938)
- Four Men and a Prayer (1938)
- Marie Antoinette (1938) (nemenționat)
- The Dawn Patrol (1938)
- Pacific Liner (1939)
- The Saint Strikes Back (1939)
- Full Confession (1939)
- The Long Voyage Home (1940)
- San Francisco Docks (1940)
- The Sea Wolf (1941)
- How Green Was My Valley (1941)
- Tarzan's Secret Treasure (1941)
- The Amazing Mrs. Holliday (1943)
- Corvette K-225 (1943)
- Going My Way (1944)
- I Love a Soldier (1944)
- None but the Lonely Heart (1944)
- Incendiary Blonde (1945)
- Duffy's Tavern (1945)
- And Then There Were None (1945)
- The Stork Club (1945)
- Two Years Before the Mast (1946)
- California (1947)
- Easy Come, Easy Go (1947)
- Welcome Stranger (1947)
- The Naked City (1948)
- The Sainted Sisters (1948)
- Miss Tatlock's Millions (1948)
- Top o' the Morning (1949)
- The Story of Seabiscuit (1949)
- Union Station (1950)
- Silver City (1951)
- Ha da venì... don Calogero! (1952)
- The Quiet Man (1952)
- Tonight's the Night (film) (1954)
- The Catered Affair (1956)
- Rooney (1958)
- Broth of a Boy (1959)
- Cradle of Genius (1961)

## Legături externe
- Barry Fitzgerald la Internet Movie Database
- en Barry Fitzgerald la Internet Broadway Database

Format:GoldenGlobeBestSuppActorMotionPicture 1943-1960